# Sabrina Stultiens
Sabrina Stultiens (* 8. Juli 1993 in Helmond) ist eine niederländische Radsportlerin, die im Straßenradsport aktiv ist.

## Sportliche Laufbahn
Sabrina Stultiens, die im Alter von sieben Jahren mit dem Radsport begann, hatte ihre ersten Erfolge im Cyclocross. 2011 wurde sie in dieser Disziplin niederländische Junioren-Meisterin, 2013 Vize-Europameisterin und 2014 Europameisterin, jeweils in der Kategorie U23.
Ab 2013 bestritt Stultiens zunehmend auch Rennen auf der Straße; so entschied sie in diesem Jahr die Juniorinnen-Wertung des baskischen Radrennens Emakumeen Bira für sich. Im Jahr darauf wurde sie U23-Europameisterin im Straßenrennen. 2015/16 bestritt sie ihre letzte Saison im Cyclocross, in der sie niederländische Vizemeisterin und Sechste der Weltmeisterschaften wurde. 2017 wurde sie als Mitglied des Teams Sunweb Weltmeisterin im Mannschaftszeitfahren.
Zur Saison 2018 wechselte die Niederländerin zum Team WaowDeals Pro Cycling. Sie gewann im Solo die Auftaktetappe von Emakumeen Bira, verzeichnete somit ihren ersten Sieg in der UCI Women’s WorldTour und gleichzeitig ihren ersten Profisieg. Im September 2018 stürzte sie am Tag vor dem Start der Tour Cycliste Féminin International de l’Ardèche und erlitt eine schwere Gehirnerschütterung. Deren Folgen führten dazu, dass sie 2019 keine Rennen bestreiten konnte. Ab Juli 2020 ging sie wieder bei Rennen an den Start. Im August des Jahres belegte sie beim Giro dell’Emilia Rang fünf. Ein Jahr später erzielte sie mit dem vierten Platz bei der Donostia San Sebastian Klasikoa im Rahmen der UCI Women’s WorldTour ihr international wertvollstes Ergebnis.
Nach Auflösung ihres Teams zum Ende der Saison 2023 wurde Stultiens zur Saison 2024 Mitglied im VolkerWessels Women’s Pro Cycling Team. Mit ihrem neuen Team kam sie bei der Tour de Normandie 2024 auf den siebten Gesamtrang.

## Erfolge

### Querfeldeinrennen
2010/11
- Niederländische Junioren-Meisterin

2012/13
- U23-Europameisterschaft

2013/14
- U23-Europameisterin

2014/15
- Mol
- Leuven

### Straße
2013
- Nachwuchswertung Emakumeen Bira

2014
- U23-Europameisterschaft – Straßenrennen
- Nachwuchswertung Route de France Féminine

2017
- Weltmeisterin – Mannschaftszeitfahren

2018
- eine Etappe Emakumeen Bira